# Por Larrañaga
Por Larrañaga är ett kubanskt cigarrmärke som registrerades år 1834 av Ignacio Larrañaga, en spansk immigrant som kom till Kuba år 1825.
Por Larrañagas första fabrik var belägen på 58 San Miguel Street i Havanna. År 1920 expanderade företaget och man började producera cigarrerna på Carlos Tercero Street i Havanna.
År 1925 hade tillverkaren problem med arbetskraften och övergick därför till att producera de allra första maskingjorda cigarrerna. Maskinerna importerades från USA. Den nya tekniken lät Por Larrañaga tillverka cigarrerna till en bråkdel av kostnaden för en handrullad cigarr.
Många kubaner blev dock upprörda över beslutet att låta cigarrer tillverkas med maskin, vilket resulterade i protester och bojkott av maskinrullade cigarrer. Till slut tvingades Larranaga att sälja tillbaka maskinerna till tillverkaren i USA.
I dag tillverkar Larranaga handrullade cigarrer med premiumtobak från tobaksområdet Vuelta Abajo på Kuba.